# László Nagy (handball)
Pour les articles homonymes, voir László Nagy.
Dans le nom hongrois Nagy László, le nom de famille précède le prénom, mais cet article utilise l’ordre habituel en français László Nagy, où le prénom précède le nom.
László Zoltán Nagy, né le 3 mars 1981 à Székesfehérvár, est un handballeur hongrois, évoluant au poste d'arrière droit. Grâce notamment à sa taille (2,09 m), il a un tir très puissant avec son bras gauche et est un joueur très redoutable à son poste. 
En 2019, après 22 années passées à jouer au handball, il met un terme à sa carrière et devient directeur sportif de Veszprém.

## Biographie
Après avoir évolué en Hongrie dans le club de sa ville natale entre 1996 et 2000, SC Pick Szeged, il rejoint à seulement 19 ans le club du FC Barcelone où il va évoluer pendant douze saisons. Très vite, il s’impose comme l’un des meilleurs arrières droits du monde et il est ainsi nommé à l'élection du meilleur handballeur de l'année 2003, qui a finalement couronné Ivano Balić. Avec le club catalan, il remporte ainsi deux Ligues des champions en 2005 et 2011 (atteignant également la finale en 2001 et 2010) ainsi qu’une Coupe de l'EHF en 2003 après avoir été finaliste la saison précédente. Sur le plan national, il est Champion d'Espagne à quatre reprises, vice-champion à six reprises, a remporté quatre Coupes du Roi et trois Coupes ASOBAL.
Sélectionné en équipe nationale Hongroise en 1999 à tout juste 18 ans, il décide en 2009 de ne plus jouer pour la Hongrie, officiellement pour de multiples raisons dont des problèmes d'assurance, officieusement dans le but de jouer pour son pays d'adoption, l'Espagne, même si Nagy lui-même a réfuté cette hypothèse plusieurs fois. En avril 2012, la presse espagnole annonce que László Nagy détient la nationalité espagnole et la fédération espagnole lui propose alors d'intégrer l'équipe nationale dans le but de participer aux Jeux olympiques de 2012. Toutefois, il est dans le même temps contacté par le club hongrois du Veszprém KSE qui compte construire une équipe compétitive pour remporter la Ligue des champions. Nagy signe finalement un contrat de 5 ans avec Veszprém, refuse la naturalisation espagnole et revêt de nouveau le maillot de l'équipe nationale hongroise. 
Il représente ainsi son pays natal aux Jeux olympiques de 2012. Avec neuf buts lors des quarts de finale, il participe à la qualification de son équipe face à l'Islande. En demi-finale, la Hongrie s'incline face à la Suède, puis échoue face à la Croatie pour la médaille de bronze : la Hongrie ne remportera pas une seconde médaille internationale après la médaille d'argent remportée lors du mondial 1986.
Par la suite, il ne pourra faire mieux que la huitième place à l'Euro 2012 et au Mondial 2013, tandis que, blessé, il ne participe pas à l'Euro 2014.
Si ce retour en équipe nationale n'est pas couronné de succès, les performances en clubs sont nettement meilleures puisque Nagy et Veszprém réalisent deux doublés Championnat-Coupe et surtout, il est élu meilleur handballeur hongrois de l'année en 2013, titre qu'il avait déjà reçu en 2009 lorsqu'il évoluait au FC Barcelone.
S'il annonce sa retraite internationale en octobre 2017 après 199 matchs et 728 buts marqués, il joue 10 matchs supplémentaires jusqu'en 2019 pour porter son total à 749 buts marqués en 209 sélections
En 2019, il met un terme à sa carrière et devient directeur sportif de Veszprém.

## Palmarès

### Club
Compétitions internationales
- Ligue des champions
  - Vainqueur (2) : 2005, 2011
  - Finaliste (4) : 2001, 2010, 2015, 2016
- Coupe de l'EHF
  - Vainqueur (1) : 2003
  - Finaliste (1) : 2002
- Supercoupe d'Europe
  - Vainqueur (1) : 2003
- Ligue SEHA
  - Vainqueur (3) : 2015, 2016, 2017

Compétitions nationales
- Championnat d'Espagne
  - Vainqueur (4) : 2003, 2006, 2011, 2012
  - Vice-champion (6) : 2001, 2002, 2004, 2008, 2009, 2010
- Coupe du Roi
  - Vainqueur (4) : 2004, 2007, 2009, 2010
  - Finaliste (2) : 2002, 2005
- Coupe ASOBAL
  - Vainqueur(3) : 2001, 2002 et 2010
  - Finaliste (3) : 2003, 2004 et 2009
- Supercoupe d'Espagne
  - Vainqueur (5) : 2000, 2003, 2006, 2008, 2009
- Championnat de Hongrie
  - Vainqueur (6) : 2013, 2014, 2015, 2016, 2017, 2019
  - Vice-champion (1) : 2018
- Coupe de Hongrie
  - Vainqueur (6) : 2013, 2014, 2015, 2016, 2017, 2018
  - Finaliste (1) : 2019

### Équipe nationale
Ses résultats avec l'équipe nationale de Hongrie sont :
- Jeux olympiques[2]
  - 4e place aux Jeux olympiques 2004 à Athènes,  Grèce
  - 4e place aux Jeux olympiques 2012 à Londres,  Royaume-Uni
- Championnats du monde
  - 6e place au Championnat du monde 2003 au  Portugal
  - 6e place au Championnat du monde 2005 en  Tunisie
  - 9e place au Championnat du monde 2007 en  Allemagne
  - 6e place au Championnat du monde 2009 en Croatie
  - 8e place au Championnat du monde 2013 en  Espagne
  - 7e place au Championnat du monde 2017 en  France
- Championnats d'Europe
  - 9e place au Championnat d'Europe 2004 en  Slovénie
  - 13e place au Championnat d'Europe 2006 en  Suisse
  - 8e place au Championnat d'Europe 2008 en  Norvège
  - 8e place au Championnat d'Europe 2012 en  Serbie
  - 8e place au Championnat d'Europe 2014 au  Danemark
  - 12e place au Championnat d'Europe 2016 en  Pologne

## Distinction
- Élu meilleur handballeur hongrois de l'année (4) : 2009, 2013, 2015 et 2016
- Élu dans l’équipe « 7 Monde » par le journal L'Équipe en 2013[8].